# Sitio de Stralsund (1678)
El Sitio de Stralsund fue una batalla entre el Electorado de Brandeburgo y el Reino de Suecia que tuvo lugar entre el 10 y el 11 de octubre de 1678, durante la Guerra Escanesa. Luego de dos días de bombardeo, la gravemente devastada fortaleza sueca de Stralsund se rindió ante los Brandenburgueses. El resto de la Pomerania sueca fue capturada al final de ese año; sin embargo, gran parte de la provincia, incluyendo Stralsund, fue devuelta a Suecia bajo los términos del Tratado de Saint-Germain-en-Laye y la Paz de Lund, ambos firmados en 1679.

## Preludio

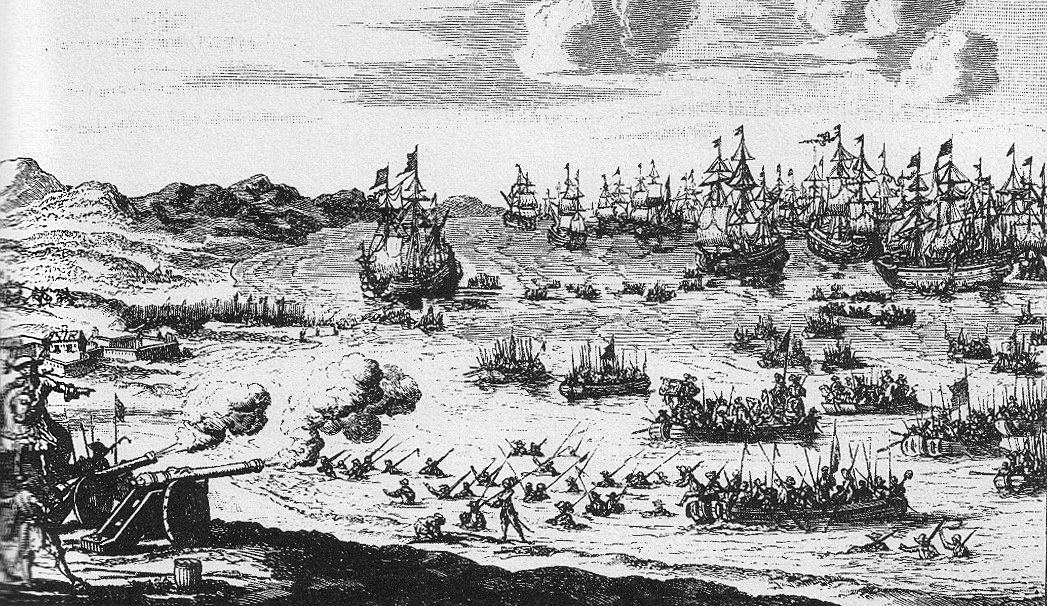
Invasión de la Pomerania sueca por parte de Brandeburgo, 1678

La Guerra Escanesa llegó la Pomerania sueca luego de la Batalla de Fehrbellin en 1675, cuando las fuerzas suecas en retirada fueron perseguidas por un ejército Brandeburgués bajo el comando del "Gran Elector" Federico Guillermo I. Stralsund era una de las dos fortalezas importantes que Suecia mantenía en Pomerania, la otra Stettin.  Luego de que el ejército de Bradeburgo capturara Stettin y Wolgast, Stralsund se vio seriamente amenazada. Además, fuerzas danesas habían desembarcado en Rügen en 1677, con la ayuda de un noble leal a su causa.
Por consiguiente, todos los edificios que se encontraban fuera de las fortificaciones fueron destruidos en 1677 para negar la posibilidad de un ataque cubierto por parte de Brandeburgo. Stralsund, en ese entonces, tenía una población de 8,500, incluidos milicias armadas y alrededor de 5,000 suecos, alemanes y finlandeses a pie y a caballo.

## El asedio
Federico Guillermo I posicionó su artillería al sur del pueblo y comenzó a bombardearlo el 10 de octubre de 1678. Su intención era de obligar al comandante sueco, Otto Wilhelm von Konigsmarck a rendirse debido a la cantidad abundante de bombas incendiarias en las mansiones de los burgueses. La pequeña y recientemente creada Marina Brandeburguesa también participó del asedio.
Gran parte de la parte sur del pueblo fue destruida cuando los defensores entregaron el pueblo el 11 de octubre, específicamente 285 casas, 476 chozas y 194 unidades de vivienda de los sirvientes.

## Consecuencias
Pese a los grandes esfuerzos de Federico Guillermo para ganar la lealtad de la población sueca de Pomerania, incluyendo generosos programas de ayuda para la reconstrucción de Stralsund y Stettin, la mayoría se mantuvo leal a Suecia. Luego de la caída de Stralsund, solo quedaron unas cuantas áreas controladas por los suecos en la Pomerania sueca, las cuales fueron despejadas para finales de 1678.
Stralsund fue devuelta a Suecia luego del Tratado de Saint-Germain-en-Laye en 1679, que dejó como ganancias para Brandebrugo, Kamień y Gryfino. Debido al devastador bombardeo y a otro incendio el 12 de junio de 1680, la población se vio reducida a 6,000 habitantes, con 2,000 suecos más que formaban la guarnición. Luego de que el incendio de 1680 destruyera 48 casas, 89 chozas y 82 unidades de vivienda de sirvientes, solo 205 casas, 408 chozas y 158 viviendas para sirvientes quedaban en pie.